# Regiões da Itália
As vinte regiões da Itália são a primeira subdivisão do país, tendo sido instituídas com a constituição de 1948 com o objetivo de reconhecer, proteger e promover a autonomia local.

## Características
Cada região se divide em províncias, com a única exceção de Vale de Aosta, onde a mesma região exerce as funções provinciais. No total existem 109 províncias (110 considerando também a Vale de Aosta como província). A subdivisão seguinte é constituída pelas comunas. Em toda a Itália há 8103 comunas.

### Tipos
Cada região tem um estatuto, ou seja, sua própria constituição. Segundo o tipo de estatuto, podemos distinguir entre duas categorias de regiões.

#### Regiões autónomas com estatuto especial
Cinco das vinte regiões possuem um estatuto especial, uma lei de tipo constitucional do estado central, que garante uma ampla autonomia legislativa e financeira. Entre 60 e 100 por cento de todos os impostos permanece no território destas regiões. Estas cinco regiões são autônomas por fatores culturais, linguísticos e geográficos. Trata-se das duas ilhas Sardenha e Sicília, do Trentino-Alto Ádige, com uma forte minoria de língua alemã e da Vale de Aosta, onde se fala, além do italiano, um dialecto francês: todas estas regiões foram criadas em 1948. O Friul-Venécia Júlia foi instituído em 1963 para a protecção da minoria eslovena, bem como pelo fato de estar esta região no limite com a cortina de ferro.
Em 1972, entrou em vigor o novo estatuto para o Trentino-Alto Ádige e a maioria das competências foi transferida às províncias de Trento e Bolzano-Bozen, que desde então são as únicas províncias autônomas italianas. A dizer a verdade, a região neste caso particular perdeu quase completamente a sua importância. A reforma foi feita para garantir uma melhor autoadministração da povoação germânica, que na província de Bolzano representa cerca de 70 por cento dos habitantes.

#### Regiões com estatuto ordinário
As quinze regiões de estatuto ordinário foram estabelecidas nos anos 1970 e elas serviam prioritariamente para descentralizar a máquina de governo do Estado. Depois duma reforma da constituição em 2001, as competências legislativas das regiões de estatuto ordinário foram ampliadas e os controlos estatais foram significativamente reduzidos senão completamente apagados, como o comissário do governo central. Mas a autonomia financeira é ainda muito limitada. De fato, o estatuto das regiões ordinárias é simplesmente uma lei regional.

### Órgãos regionais
Cada região tem um conselho (consiglio regionale, na Sicília assemblea regionale) eleito para cinco anos, que exerce o poder legislativo regional. O governo da região é uma junta (giunta regionale) encabeçada por um presidente. O presidente da junta, que é no mesmo tempo presidente da região, é responsável pelo conselho e deve renunciar se falhar em manter a sua confiança, o que provoca novas eleições imediatas.

## Dados demográficos e geográficos
A seguir se reporta uma tabela contendo população, superfície (área), densidade populacional, capital, número de comunas e províncias das vinte regiões italianas.
| Bandeira                         | Região              | Capital    | População (hab.) | Área (km²) | Densidade (hab./km²) | Províncias                                                                                           | Comunas |
| -------------------------------- | ------------------- | ---------- | ---------------- | ---------- | -------------------- | --- | ------- |
| Bandeira de Piemonte.            | Piemonte            | Turim      | 4 406 777        | 25 402     | 172                  | Alexandria, Asti, Biella, Cuneo, Novara, Turim, Verbano Cusio Ossola, Vercelli                       | 1 206   |
| Bandeira do Vale de Aosta.       | Vale de Aosta       | Aosta      | 128 062          | 3 263      | 39                   | nenhuma                                                                                              | 74      |
| Bandeira de Lombardia.           | Lombardia           | Milão      | 9 893 008        | 23 861     | 412                  | Bérgamo, Bréscia, Como, Cremona, Lecco, Lodi, Mântua, Milão, Monza e Brianza, Pavia, Sondrio, Varese | 1 544   |
| Bandeira de Trentino-Alto Ádige. | Trentino-Alto Ádige | Trento     | 1 047 229        | 13 607     | 76                   | Bolzano/Bozen, Trento                                                                                | 333     |
| Bandeira de Vêneto.              | Vêneto              | Veneza     | 4 904 643        | 18 399     | 266                  | Belluno, Pádua, Rovigo, Treviso, Veneza, Verona, Vicenza                                             | 580     |
| Bandeira de Friul-Veneza Júlia.  | Friul-Veneza Júlia  | Trieste    | 1 231 558        | 7 858      | 155                  | Gorizia, Pordenone, Trieste, Údine                                                                   | 217     |
| Bandeira de Emília-Romanha.      | Emília-Romanha      | Bolonha    | 4 390 515        | 22 446     | 195                  | Bolonha, Ferrara, Forlì-Cesena, Módena, Parma, Placência, Ravena, Régio da Emília, Rímini            | 340     |
| Bandeira de Marcas.              | Marcas              | Ancona     | 1 544 925        | 9 366      | 165                  | Ancona, Ascoli Piceno, Fermo, Macerata, Pesaro e Urbino                                              | 236     |
| Bandeira de Abruzos.             | Abruzos             | Áquila     | 1 314 815        | 10 763     | 122                  | Chieti, Áquila, Pescara, Teramo.                                                                     | 305     |
| Bandeira de Molise.              | Molise              | Campobasso | 312 726          | 4 438      | 70                   | Campobasso, Isérnia                                                                                  | 136     |
| Bandeira de Apúlia.              | Apúlia              | Bari       | 4 051 216        | 19 358     | 209                  | Bári, Barletta-Andria-Trani, Bríndisi, Lecce, Foggia, Tarento                                        | 258     |
| Bandeira de Basilicata.          | Basilicata          | Potenza    | 574 752          | 9 995      | 58                   | Matera, Potenza                                                                                      | 131     |
| Bandeira de Calábria.            | Calábria            | Catanzaro  | 1 957 402        | 15 081     | 130                  | Catanzaro, Cosenza, Crotone, Reggio Calabria, Vibo Valentia                                          | 409     |
| Bandeira de Campânia.            | Campânia            | Nápoles    | 5 764 485        | 13 590     | 424                  | Avellino, Benevento, Caserta, Nápoles, Salerno                                                       | 550     |
| Bandeira de Lácio.               | Lácio               | Roma       | 5 582 966        | 17 236     | 322                  | Frosinone, Latina, Rieti, Roma, Viterbo                                                              | 378     |
| Bandeira de Umbria.              | Úmbria              | Perúgia    | 893 957          | 8 456      | 105                  | Perúgia, Terni                                                                                       | 92      |
| Bandeira de Toscana.             | Toscana             | Florença   | 3 699 319        | 22 994     | 160                  | Arezzo, Florença, Grosseto, Livorno, Luca, Massa-Carrara, Pisa, Pistoia, Prato, Siena                | 280     |
| Bandeira de Ligúria.             | Ligúria             | Gênova     | 1 583 223        | 5 422      | 288                  | Gênova, Impéria, La Spezia, Savona                                                                   | 235     |
| Bandeira da Sardenha.            | Sardenha            | Cálhari    | 1 641 946        | 24 090     | 68                   | Cálhari, Carbonia-Iglesias, Medio Campidano, Nuoro, Ogliastra, Ólbia-Tempio, Oristano, Sássari       | 377     |
| Bandeira da Sicília.             | Sicília             | Palermo    | 4 994 383        | 25 711     | 194                  | Agrigento, Caltanissetta, Catânia, Enna, Messina, Palermo, Ragusa, Siracusa, Trápani                 | 390     |
|                                  | TOTAL ITÁLIA        |            | 59 917 907       | 301 338    | 198                  | | 8071    |

## Agrupamentos de regiões
| \| \| Regiões da Itália \| | | |
| Itália setentrional : Itália noroestina - Vale de Aosta - Piemonte - Ligúria - Lombardia Itália nordestina - Trentino-Alto Ádige - Friul-Venécia Júlia - Vêneto - Emília-Romanha | Itália central - Toscana - Marcas - Úmbria - Lácio Itália meridional - Abruzos - Campânia - Molise - Apúlia - Basilicata - Calábria | Itália insular - Sicília - Sardenha As regiões com estatuto especial são - Friul-Venécia Júlia - Sardenha - Sicília - Trentino-Alto Ádige - Vale de Aosta |
| | Regiões da Itália | |

Itália noroestina
Itália nordestina
Itália central
Itália meridional
Itália Insular